# Rotbav
Rotbav (deutsch Rothbach, ungarisch (Szász-)Veresmart oder (Szász-)Vörösmárt, siebenbürgisch-Sächsisch Roiderbrich) ist ein Dorf in der Region Siebenbürgen in Rumänien. Es ist Teil der Gemeinde Feldioara (Marienburg).

## Lage
Die Ortschaft liegt im Burzenland, zwanzig Kilometer von Brașov (Kronstadt) entfernt, am Fluss Olt (Alt).

## Geschichte
Archäologische Funde aus der Bronzezeit zeugen von ältester Besiedlung des Gebietes. Die wichtigste Siedlung liegt am südlichen Rand des Dorfes in der Flur La Pârâuț.
Die Gründung der Ortschaft fällt in die Zeit der Ansiedelung der Siebenbürger Sachsen. 1250 wurde mit dem Bau der Kirche begonnen. Das Dorf wurde 1371 unter dem Namen Ruffa rip erstmals urkundlich erwähnt, 1427 unter der Bezeichnung Roderbach. 1732 fiel das Dorf einer verheerenden Brandkatastrophe zum Opfer.
Im Jahre 2009 waren nur noch 13 Mitglieder in der evangelischen Gemeinde registriert (Siebenbürger Sachsen).
Am 19. Februar 2016 stürzte der Kirchturm und ein Teil der evangelischen Kirche ein.

## Wirtschaft und Verkehr
Landwirtschaft und Handwerk dominierten traditionellerweise den Erwerbsalltag der Menschen.
Rotbav liegt an der Bahnstrecke Teiuș–Brașov der CFR sowie an der Nationalstraße (drum național) DN13.

## Persönlichkeiten
- Roswitha Etter, geborene Möckesch (1919–2007), Keramik- und Fayencekünstlerin[6]